# Биркат ха-мазон

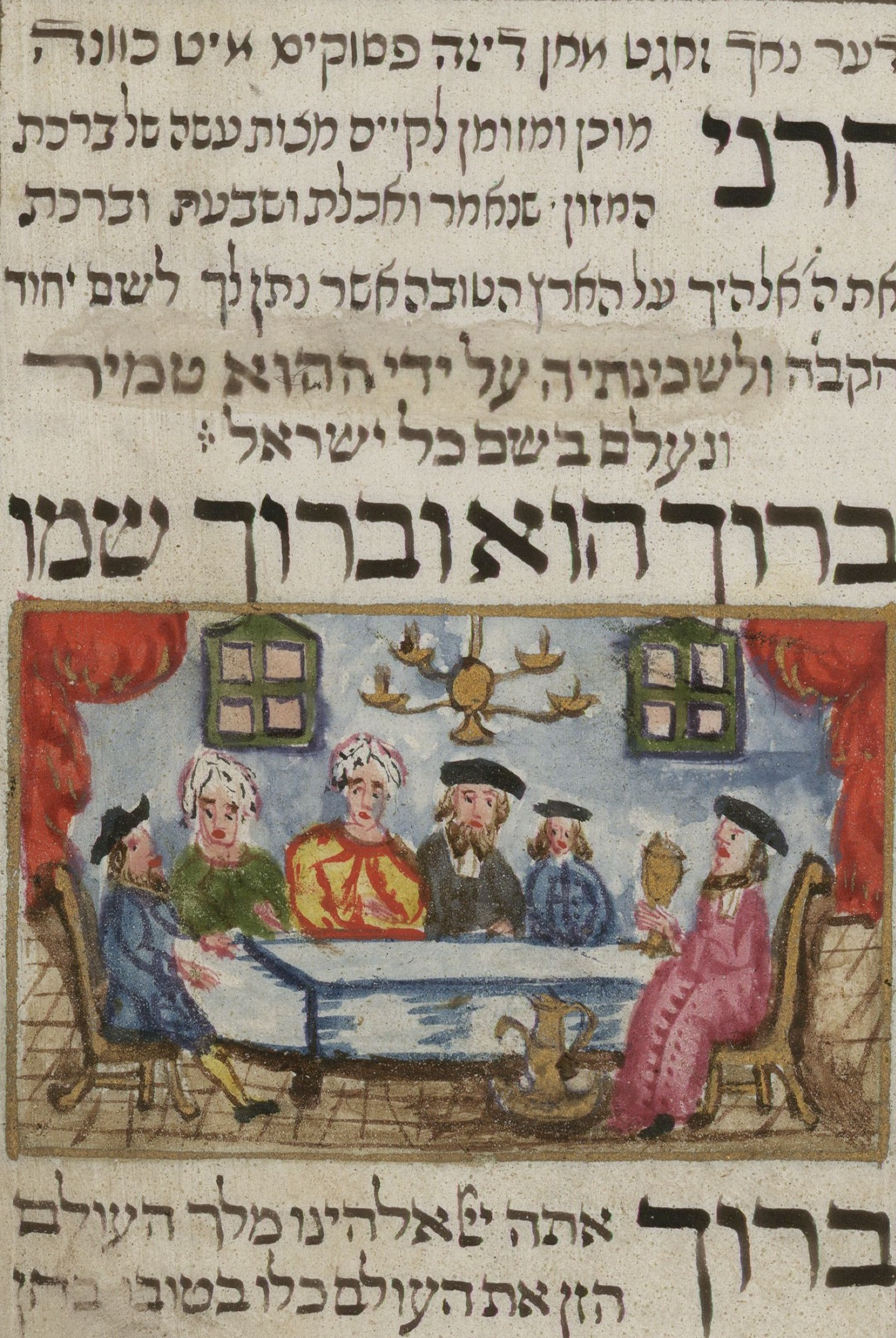
Молитва «Биркат ха-мазон» после вкушения хлебной лепёшки и пира (сидур, Фюрт, 1738).
На иллюстрации — хозяин еврейского дома во главе стола с кубком вина в поднятой руке при произнесении благословений биркат ха-мазон, справа от него — еврейский мальчик и два еврея (зимун) с жёнами. Под столом — сосуд для омовения рук до пира и после благословений биркат ха-мазон

Биркат ха-мазон (от мишн. ивр. ברכת המזון‎ — «благословение пищи»; сефард. bendicion de la mesa и ашкеназ. benschen, оба названия от лат. benedictio) в талмудическом иудаизме — благодарственная молитва, которую произносят Богу после съеденной с хлебом пищи. Является одной из 613 заповедей, записанных в свитке Торы.
Порядок совершения трапезы с вином и благовониями и очерёдность благословений описаны в Талмуде, и являются греко-римским застольным обычаем.
Молитва составлена из трёх благословений. С течением времени молитва изменялась и дополнялась. Различные еврейские общины имеют свои варианты текста молитвы.
Иудео-христианский текст молитвы по строению схож с иудейским.

## Текст
Основная тема молитвы «Биркат ха-мазон» — благодарность евреев Богу за Землю Израильскую и насыщение её плодами (Втор. 8:6—10). Молитва состоит из четырёх благословений, начало и конец первого благословения включают формулу «Благословен Ты, Господи», остальные благословения только оканчиваются формулой. Тема второго благословения — выполнение заповеди Торы о благодарности Богу за Землю Израильскую и её плоды, первое и третье благословения обрамляют основное — второе, первое благословение — вступительное, декларативное, третье благословение состоит из 14-го (об Иерусалиме), 15-го (о Мессии) и 17-го (о Храме) благословений молитвы «Амида», четвёртое благословение — дополнительное, в которое позволительно прибавлять утешения и прошения.
Амрам гаон является первым составителем полного синагогального богослужения. В своём сборнике молитв «Седер рава Амрама гаона» он указал особую молитву «Биркат ха-мазон» на поминках (см. хевра кадиша, чума). Исследователи отмечают, что молитвенник, который приписывают Амраму гаону, написан группой третьих лиц. В сефардском сборнике молитв «Седер ха-тфилот ме-сидур» 1552 года, врача-раввина Исаака бар-Шемтова, вовсе нет упоминания о затрапезной молитве «Биркат ха-мазон».
Исследователи утверждают, что Амрам гаон следовал вавилонской традиции, однако в молитве «Биркат ха-мазон» наличествуют стихи из Танаха, что свойственно палестинской традиции. В четвёртом благословении поминок присутствуют много талмудических выражений иудео-арамейского языка. Также в четвёртом благословении заметно необычное начало шаблона молитвы без слова «Господи». Состоит из семи утверждений.

1. (Благословим Утешающего скорбящих, потому что поели мы от сего!) Благословен Ты, Господи, Бог [Он] наш, Царь [Он] Вечный, Питающий вселенную всю Свою и Благодеющий всем, ибо надо всем — власть Его, любовь Его и милость Его, и над Израилем — начало и конец, как говорится «открываешь руку Твою и насыщаешь всё живущее по благоволению»! Благословен Ты, Господи, Питающий всё!
2. За землю нашу благодарим Тебя, Господи, Боже наш, которую дал Ты в наследие отцам нашим, землю желанную, благую и просторную, Завет и Тору, жизнь и пищу, и за то, что вывел Ты нас из земли египетской, за всё это, Господи, Боже наш, мы благодарим Тебя и благословляем имя Твоё, Боже спасения нашего! Благословен Ты, Господи, за землю и за пищу!
3. Да утешь, Господи, Боже наш, скорби скорбящих иерусалимских и скорбящих во скорби сей, да утешь их от скорби их, да упокой горе их, как говорится «как утешает кого-либо мать его, так утешу Я вас, и вы будете утешены в Иерусалиме»! Благословен Ты, Господи, Утешающий скорбящих и Отстраивающий Иерусалим! Аминь.
4. Благословен Ты, () Бог [Он] наш, Царь [Он] Вечный, Отче наш, Царь наш, Величественный наш, Святый наш, Святый Иакова, Царь Благий, и Благодеющий всем день за днём, Благодеющий нам, Бог правды, Судия правды, Судия праведный, Управляющий во вселенной Своей, в которой мы — народ Его, и рабы Его, и обязаны мы всем благодарить Его и благословлять Его, Ограждающий проломы, Он оградит пролом сей от нас и от всего Израиля для жизни и мира, и воздаст Он нам навеки милостью и милосердием и любовью!
Оригинальный текст (иврит)1. נברך מנחם אבלים שאכלנו משלו ברוך אתה יהוה אלהינו מלך העולם הזן את העולם כלו ומטיב לכל כי על הכל גברו רחמיו וחסדיו ועל ישראל תחלה וסוף כאמור פּוֹתֵחַ אֶת יָדֶךָ וּמַשְׂבִּיעַ לְכָל חַי רָצוֹן ברוך אתה יהוה הזן את הכל‎
2. על ארצנו נודה לך יהוה אלהינו שהנחלת את אבותינו ארץ חמדה טובה ורחבה ברית ותורה חיים ומזון ועל שהוצאתנו מארץ מצרים על הכל יהוה אלהינו אנו מודים לך ומברכין את שמך אלהי ישענו ברוך אתה יהוה על הארץ ועל המזון‎
3. נחם יהוה אלהינו את המתאבלים את אבלי ירושלים ואת האבלים באבל הזה נחמם מאבלם שמהם מיגונם כאמור כְּאִישׁ אֲשֶׁר אִמּוֹ תְּנַחֲמֶנּוּ כֵּן אָנֹכִי אֲנַחֶמְכֶם וּבִירוּשָׁלִַם תְּנֻחָמוּ ברוך אתה יהוה מנחם אבלים ובונה ירושלים אמן‎

4. ברוך אתה אלהינו מלך העולם אבינו מלכנו אדירנו קדושנו קדוש יעקב המלך הטוב והמטיב שבכל יום ויום הוא מטיב עמנו אל אמת דיין אמת שופט בצדק שליט בעולמו שאנחנו עמו ועבדיו וחייבין אנו בכל להודות לו ולברכו גודר פרצות הוא יגדור את הפרצה הזות מעלינו ומעל כל ישראל לחיים ולשלום והוא יגמלנו לעד חן וחסד ורחמים‎
— Застольная молитва поминок, сидур Амрама бен-Шошна, гаона («хасида»), «Седер рава Амрама гаона»
Маймонид в своей книге «Мишне Тора» привёл две редакции третьего благословения молитвы «Биркат ха-мазон»: «Третье благословение начинают „смилостивься, Господи, Боже наш, об Израиле, народе Своём и об Иерусалиме, граде Своём“ или „утешь нас, Господи, Боже наш, в Иерусалиме, граде Своём“. А завершают благословение „Отстраивающий Иерусалим“ или „Утешающий народ Свой во Храме иерусалимском“. А посему это благословение названо „Утешением“».

### Вавилонский нусах
Вавилонская редакция молитвы «Биркат ха-мазон» имеет одинаковый текст будней и субботы. Название — «Биркат ха-мазон», в отличие от палестинской редакции «Биркат мазон». Вавилонская редакция молитвы «Биркат ха-мазон» — кратка и не содержит дополнительных стихов из книги Псалтирь, но содержит особые вставки праздничных дней и субботы. Молитва составлена из трёх частей. Каждая из трёх частей — длиннее предыдущей, что является распространённым методом благословения (ср. Аароново благословение). Согласно вавилонскому Талмуду (Брахот 45 б) после третьего благословения следует произнести «аминь», так как следующее четвёртое благословение — дополнение раввинов, которое добавлено позднее. В третье благословение вставляют упоминания о субботе, новомесячии, празднике, в четвёртое благословение прибавляют хвалу хозяина дома, в котором была трапеза, упоминают заповедь обрезания на обряде, о свадьбе, утешение на поминках.

#### Будни и суббота
1. Благословен Ты, Господи, Бог [Он] наш, Царь [Он] Вечный, Питающий [Он] нас и мир весь Свой благом, милосердием, милостью и любовью! Благословен Ты, Господи, Питающий всё!
2. Благодарим Тебя, Господи, Боже наш, за то, что дал Ты в наследие нам землю желанную, благую и просторную, Завет и Тору, жизнь и пищу, и за всё это мы благодарим Тебя и благословляем имя Твоё вечно и вовек! Благословен Ты, Господи, за землю и за пищу!
3. Да смилостивься, Господи, Боже наш, к нам, Израилю, народу Твоему, и Иерусалиму, граду Твоему, и святилищу Твоему, и Храму Твоему, и Сиону, обители Славы Твоей, и дому великому и святому, который Ты именем Своим назвал его, и царство дома Давидова да вспомни к месту его во дни наши, и да восстанови Иерусалим скорее! Благословен Ты, Господи, Отстраивающий Иерусалим! Аминь.
4. Благословен Ты, Господи, Бог [Он] наш, Царь [Он] Вечный, Боже, Отче наш, Царь наш, Творец наш, Избавитель наш, Царь Благий, и Благодеющий, день за днём Умножающий благодеяния нам, и воздаст Он нам навеки милостью и милосердием и духом и любовью и всяким благом! Да царствует Человеколюбивый во веки веков! Да славится вовек! Да просветит Человеколюбивый очи наши сиянием Торы! Да осчастливит нас на всяком пути нашем! Да явит страх Свой пред очами нашими! Да отведёт болезнь от нас! Да отвратит помыслы худые наши! Да будет нам подмогой да опорой! Да будет деять нам ради имени Своего! Да возложит благоденствие на нас Делающий благоденствие в высях Своих, да возложит Он благоденствие на Израиль!
Оригинальный текст (иврит)1. ברוך אתה יהוה אלהינו מלך העולם הזן אותנו ואת העולם כלו בטוב בחן בחסד וברחמים ברוך אתה יהוה הזן את הכל‎
2. נודה לך יהוה אלהינו כי הנחלתנו ארץ חמדה טובה ורחבה ברית ותורה חיים ומזון ועל כלם אנו מודים לך ומברכים את שמך לעולם ועד ברוך אתה יהוה על הארץ ועל המזון‎
3. רחם יהוה אלהינו עלינו על ישראל עמך ועל ירושלם עירך ועל היכלך ועל מעונך ועל ציון משכן כבודך ועל הבית הגדול והקדוש אשר אתה שמך נקרא עליו ומלכות בית דויד תחזיר למקומו בימינו ובנה את ירושלם בקרוב ברוך אתה יהוה בונה ירושלם אמן‎

4. ברוך אתה יהוה אלהינו מלך העולם האל אבינו מלכנו בוראנו גואלנו המלך הטוב והמטיב אשר בכל יום ויום הוא מרבה להיטיב עמנו והוא יגמלנו לעד חן וחסד ורוח ורחמים וכל טוב הרחמן ימלוך לעולם ועד ישתבח נצח סלה הרחמן יאיר עינינו במאור תורה יצליח לנו בכל דרכינו ישים יראתו לנגד עינינו יסיר מחלה מקרבנו יגער בחושבי רעתנו יהיה לנו עוזר וסומך יעשה עמנו למען שמו ישים עלינו שלום עושה שלום במרומיו הוא יעשה שלום על ישראל‎
— Сидур «Кита́б Га́ми ас-Саля́уат уат-Тасаби́х» Саадьи гаона

### Палестинский нусах
В каирской генизе были обнаружены пергаменты с текстом палестинской редакции «Биркат мазон», в отличие от названия вавилонской редакции «Биркат ха-мазон». Текст — в двух вариантах, краткий — для будней, долгий — на субботу. Особенностью палестинской редакции, в отличие от вавилонской, является вкрапление стихов Танаха в благословения молитвы «Биркат мазон». Также содержит четвёртое благословение. В палестинской традиции слово «аминь» произносили после четвёртого благословения, в отличие от вавилонской традиции, в которой слово «аминь» произносят после третьего благословения.

#### Будни
1. Благословен Ты, Господи, Бог [Он] наш, Царь [Он] Вечный, Создающий [Он] вселенную и Сотворивший [Он] Адама, Приготавливающий [Он] пищу всем тварям Своим, как говорится «раскрываешь руку Свою да насыщаешь всё живое по желанию [Своему]»! Благословен Ты, Господи, Питающий всё!
2. Землю сделал Ты, скатерть распростёр Ты, Тору и Завет уделом нам дал Ты, и за это благодарим мы Тебя, и благословляем имя Твоё, как говорится «и съешь и насытишься и благословишь Господа, Бога своего, за землю благую, которую дал Он тебе»! Благословен Ты, Господи, за землю и за пищу!
3. Град Свой да отстрой, мир да уготовь нам, и дом святилища Своего милостиво да произведи во дни наши, и правление царя Своего поскорее да возврати на место своё, потому что на Тебя, Господи, чаяния очей наших, и да отстрой град святой Свой во дни наши, как говорится «созидает Иерусалим Господь, изгнанников Израильских соберёт», «там взращу рог Давиду, распростру я [свет] светильника царю Моему»! Благословен Ты, Господи, Боже Давидов, Отстраивающий Иерусалим!
4. Благословен Ты, Господи, Бог [Он] наш, Царь [Он] Вечный, Святый наш, Святый, Царь Благий, и Благодеющий, весь день Благодеющий, Благодеющий нам, Воздающий нам, воздаст Он нам милостью и милосердием и любовью и всяким благом, как говорится «Благ Господь ко всем, и щедроты Его на всех делах Его», и как говорится «Благ Господь к надеющимся на Него, к душе, ищущей Его», и как говорится «Благ Господь, убежище в день скорби». То, что съели мы, да будет ради насыщения, и то, чем наполнились мы, да будет ради благословения, и то, что выпили мы, и то, что выпьем, да будет ради исцеления! Благословляетесь Богом, аминь. Спасаете Богом, аминь. И все вы благословлены.
Оригинальный текст (иврит)1. ברוך אתה יהוה אלהינו מלך העולם בורא עולם ויצר אדם מכין מזון לכל בריותיו כאמור פּוֹתֵחַ אֶת יָדֶךָ וּמַשְׂבִּיעַ לְכָל חַי רָצוֹן ברוך אתה יהוה הזן את הכל‎
2. ארץ עשיתהׄ שולחן ערכתה תורה וברית חלקינו נתתה ועל כן נודך ונברך לשמך כאמור וְאָכַלְתָּ וְשָׂבָעְתָּ וּבֵרַכְתָּ אֶת יְהוָה אֱלֹהֶיךָ עַל הָאָרֶץ הַטֹּבָה אֲשֶׁר נָתַן לָךְ ברוך אתה יהוה על הארץ ועל המזון‎
3. עירך תבנה שלם תכונן ובית מקדשך ברחמים תפקוה בימינו ומלכות משיחך מהרה תחזירה למקומה כי לך יהוה מיחלות עינינו ותבנה עיר קדשך בימינו כאמור בּוֹנֵה יְרוּשָׁלִַם יְהוָה נִדְחֵי יִשְׂרָאֵל יְכַנֵּס שָׁם אַצְמִיחַ קֶרֶן לְדָוִד עָרַכְתִּי נֵר לִמְשִׁיחִי ברוך אתה יהוה אלהי דויד בונה ירושלם‎

4. ברוך אתה יהוה אלהינו מלך העולם קדושינו קדוש המלך הטוב והמיטיב שכל יום הוא מיטיב מיטיב עמנו גמלנו יגמלנו חן וחסד ורחמים וכל טוב כאמור טוֹב יְהוָה לַכֹּל וְרַחֲמָיו עַל כָּל מַעֲשָׂיו וכאמור טוֹב יְהוָה לְקוָֹו לְנֶפֶשׁ תִּדְרְשֶׁנּוּ וכאמור טוֹב יְהוָה לְמָעוֹז בְּיוֹם צָרָה מה שאֶכלנו יהא לשבעה ומה שהותרנו יהי לברכה ומה ששתינו ומה שנשתה יהי לרפואה תתברכו באלהי אמן תיושעו באלהי אמן וכולכם ברוכים‎
— Биркат мазон будней, палестинская редакция, пергаменты каирской генизы

#### Суббота
В субботу первое благословение из четырёх — изменено и увеличено, в сравнении с первым благословением будней.

Благословен Ты, Господи, Бог [Он] наш, Царь [Он] Вечный, Питающий [Он] вселенную всю Свою благом Своим и милостью и любовью и «Дающий хлеб всякой плоти, ибо вечна милость Его», нас благом Своим великим не лишил [Он] нас и да не лишит [Он] нас пищи отныне и вечно, ибо Он — Питающий и Обеспечивающий всех, и скатерть Его — распростёрта для всех вечно, как говорится «раскрываешь руку Свою да насыщаешь всё живое по желанию [Своему]»! Благословен Ты, Господи, Питающий всё!
Оригинальный текст (иврит)ברוך אתה יהוה אלהינו מלך העולם הזן את העולם כולו בטובו ובחסד וברחמים וְנֹתֵן לֶחֶם לְכָל בָּשָׂר כִּי לְעוֹלָם חַסְדּוֹ עמנו בטובו הגדול לא חסר לנו ואל יחסר לנו מזון מעתה ועד עולם כי הוא זן ומפרנס לכל ושולחנו ערוך לכל תמיד כאמור פּוֹתֵחַ אֶת יָדֶךָ וּמַשְׂבִּיעַ לְכָל חַי רָצוֹן ברוך אתה יהוה הזן את הכל‎
— Биркат мазон, долгое первое из трёх благословений субботы, палестинская редакция, пергаменты каирской генизы

### Ме-эн шалош
В современном сидуре содержится благословение Бога после съедения трёх видов плодов земли заповедей, называемое «Ме-эн шалош». Это благословение без слова «аминь» в конце и является объединением второго и третьего благословений молитвы «Биркат ха-мазон».

Благословен Ты, Господи, Бог [Он] наш, Царь [Он] Вечный, за древо и за плод древесный, и за поле и за урожай полевой, и за землю желанную, благую и просторную, которую захотел Ты и дал в наследие отцам нашим! Да смилостивься к народу Твоему и граду Твоему и Святилищу Твоему, и да восстанови град святой Твой скорее во дни наши, и вкусим от плода её, и насытимся благом её, и благословим Тебя за неё в святости и чистоте! Благословен Ты, Господи, за землю и за плод древесный!
Оригинальный текст (иврит)ברוך אתה יהוה אלהינו מלך העולם על העץ ועל פרי העץ ועל השדה ועל תנובת השדה ועל ארץ חמדה טובה ורחבה שרציתה והנחלתה את אבותינו רחם על עמך ועל עירך ועל מקדשך ובנה עיר קדשך במהרה בימינו ונאכל מפריה ונשבע מטובה ונברכך עליה בקדושה ובטהרה ברוך אתה יהוה על הארץ ועל פרי העץ‎
— Сидур «Кита́б Га́ми ас-Саля́уат уат-Тасаби́х» Саадьи гаона, текст Ме-эн шалош
В Мишне (Зраим, Брахот 6) объяснено говорить биркат ха-мазон после съедения: винограда, инжира, граната.

«Съел виноград, инжир и гранат, благословляет после тремя благословениями [биркат ха-мазон]» — слова раббана Гамлиэля. А мудрецы говорят: «Благословением одним — ме-эн шалош». Рабби Акива говорит: «Даже, если съел варёное и — это [основная] пища его, благословляет после тремя благословениями [биркат ха-мазон]».
Оригинальный текст (иврит)אכל תאנים ענבים ורמונים מברך אחריהן שלש ברכות דברי רבן גמליאל וחכמים אומרים ברכה אחת מעין שלש רבי עקיבא אומר אפלו אכל שלק והוא מזונו מברך אחריו שלש ברכות‎
— Мишна, Зраим, Брахот 6

## Порядок

### Талмудический обычай
Согласно Маймониду, до торжественной трапезы произносят «Благословен Ты, Господи, Бог [Он] наш, Царь [Он] Вечный, Который освятил Он нас заповедями Своими и заповедал Он нам о поднимании рук» и моют руки лишь единожды. Правой рукой берут хлеб и произносят «Благословен Ты, Господи, Бог [Он] наш, Царь [Он] Вечный, Выводящий [Он] хлеб из земли», преломляют лепёшку, обмакивают в соль и съедают.
Принято уступать произнесение молитвы «Биркат ха-мазон» кохену или уважаемому еврею или раввину.
После трапезы снова моют руки без благословения, берут ароматы (гвоздика, корица, ваниль, мускатный орех) в правую руку, произносят «Благословен Ты, Господи, Бог [Он] наш, Царь [Он] Вечный, Создающий [Он] разные виды ароматов» и вдыхают аромат пряностей. Перекладывают ароматы в левую руку, берут кубок с разбавленным водой вином правой рукой, произносят биркат ха-мазон, произносят благословение над кубком с вином «Благословен Ты, Господи, Бог [Он] наш, Царь [Он] Вечный, Создающий [Он] плод виноградной лозы» и выпивают вино. После произнесения благословений запрещено вкушать что-либо, но можно пить вино, что является отголоском традиции эллинистических трапез и симпосия после них. Пасхальную трапезу едят лёжа, как это делали римские патриции во время симпосия, возлежание символизирует освобождение от рабства, пьют не меньше четырёх кубков (разбавленного водой) вина.
Благословение до омовения рук (1), перед едой (1), после еды (3), перед вином (1), после вина (1), всего — 7 благословений.
Еврейские дети, недостигшие совершеннолетия (мальчики — до 13 лет и 1 дня, девочки — до 12 лет и 1 дня) и ещё необязанные соблюдать заповеди Торы, после еды произносят краткое благословение, составленное Биньямином «Пастырем» на иудео-арамейском языке из четырёх слов «Благословен [Он], Господь [Он] сея лепёшки», но в Талмуде предписано добавить в эту молитву упоминание титула Бога «Милостивый наш».

### Современный обычай
Ныне наиболее уважаемый член от имени всей общины (чаще — раввин) поёт 125-й псалом после общинной ритуальной трапезы (в праздник и шаббат, на обрезании, выкупе первенца, свадьбе, поминках), в будни — 136-й псалом, после призывает зимун и произносит биркат ха-мазон. Сегодня биркат ха-мазон состоит из четырёх благословений, первое — о признании Всевышнего источником благ, второе — о пище из Земли Израильской, третье — о Храме, четвёртое — траурное. После каждого благословения присутствующие произносят «аминь». Во всякой общине есть свой текст биркат ха-мазон, начиная приблизительно от 350-и слов (у ашкеназов) и больше (у алеппских, марокканских евреев). После свадебной трапезы, после биркат ха-мазон произносят шева брахот.

## В источниках

### Тора

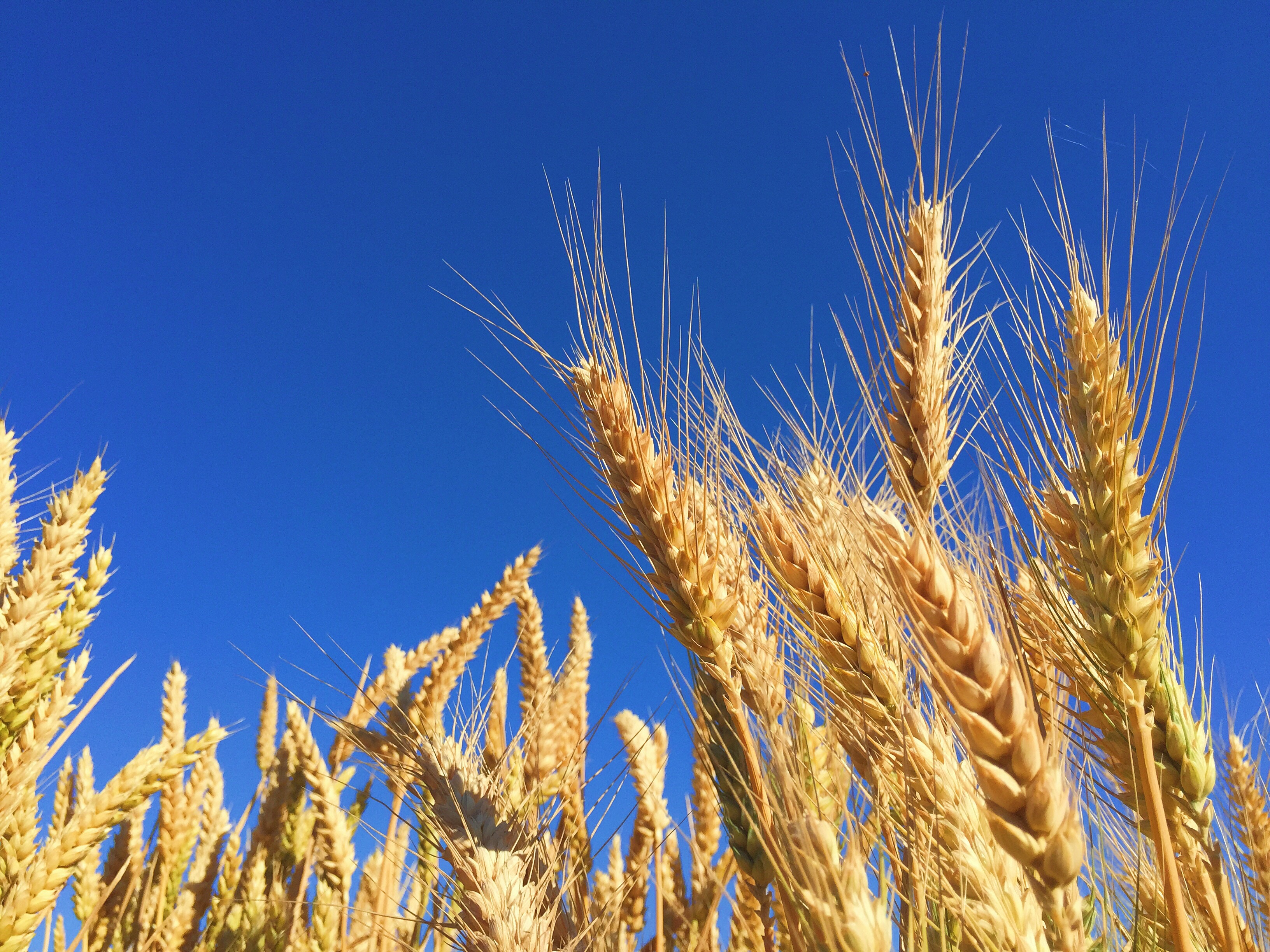
пшеница
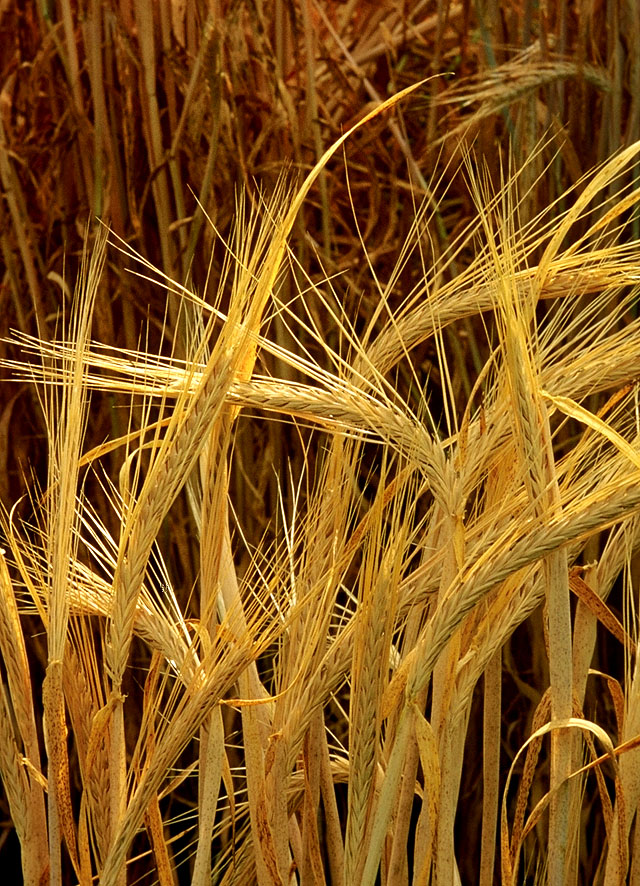
ячмень
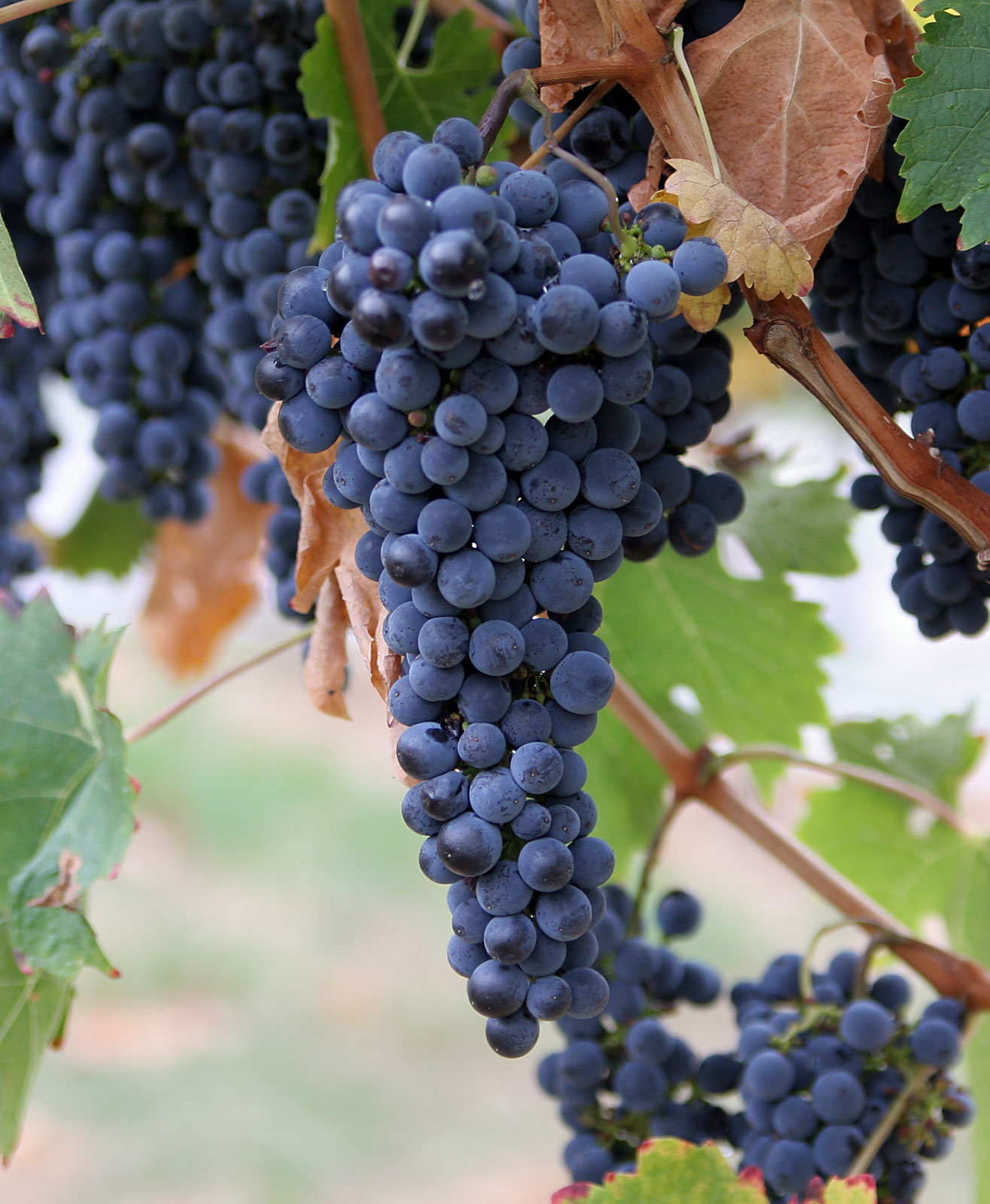
виноград
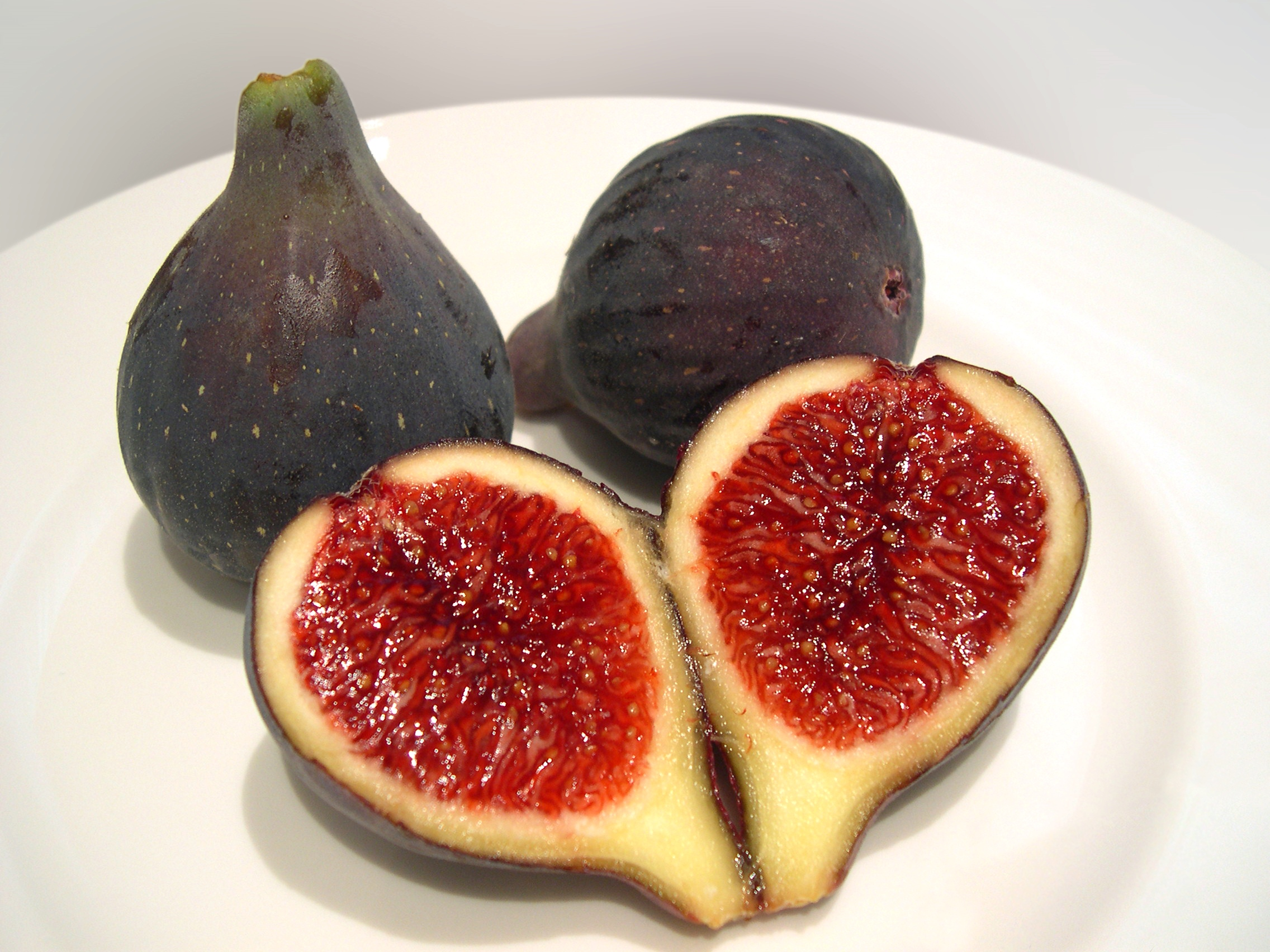
инжир
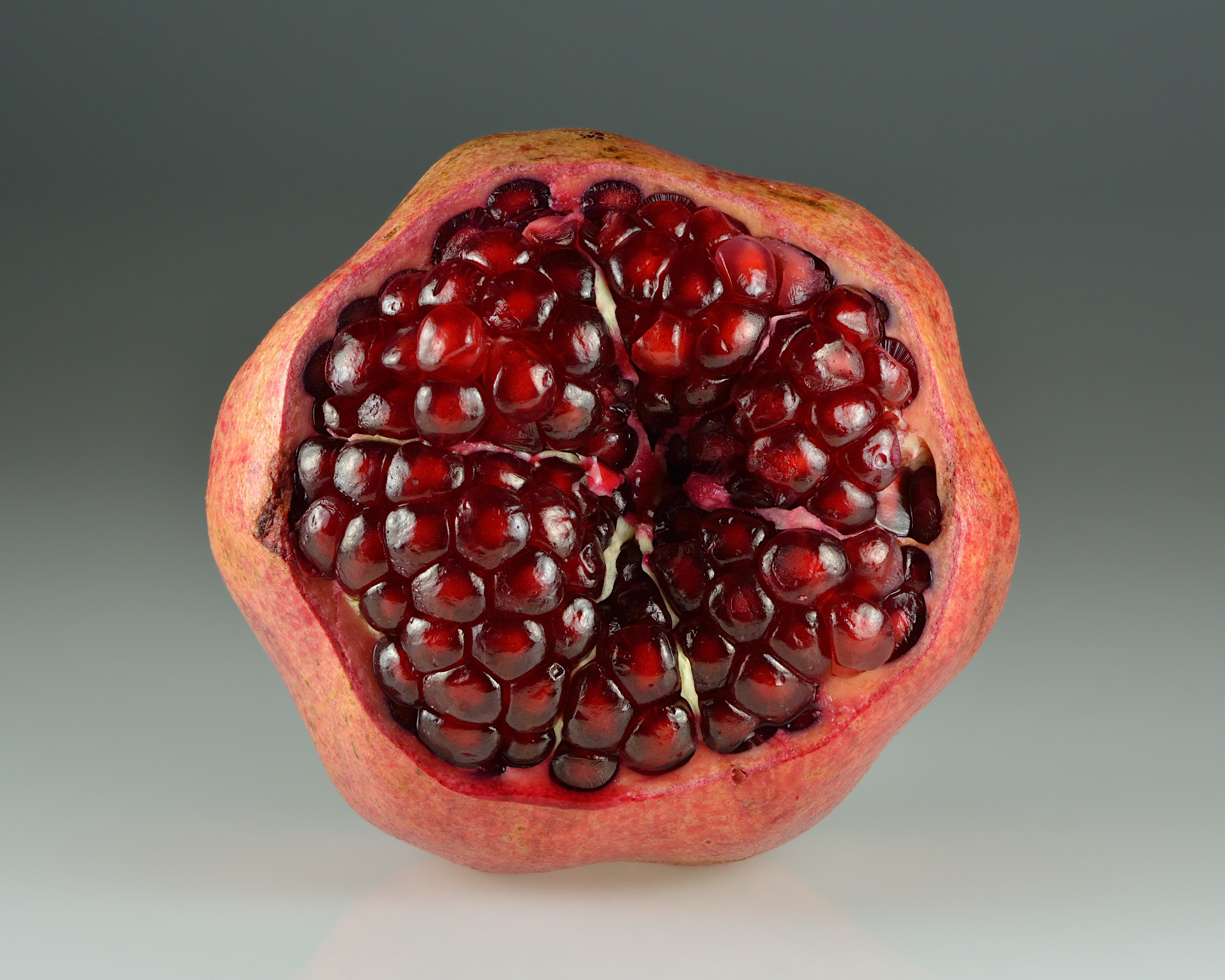
гранат
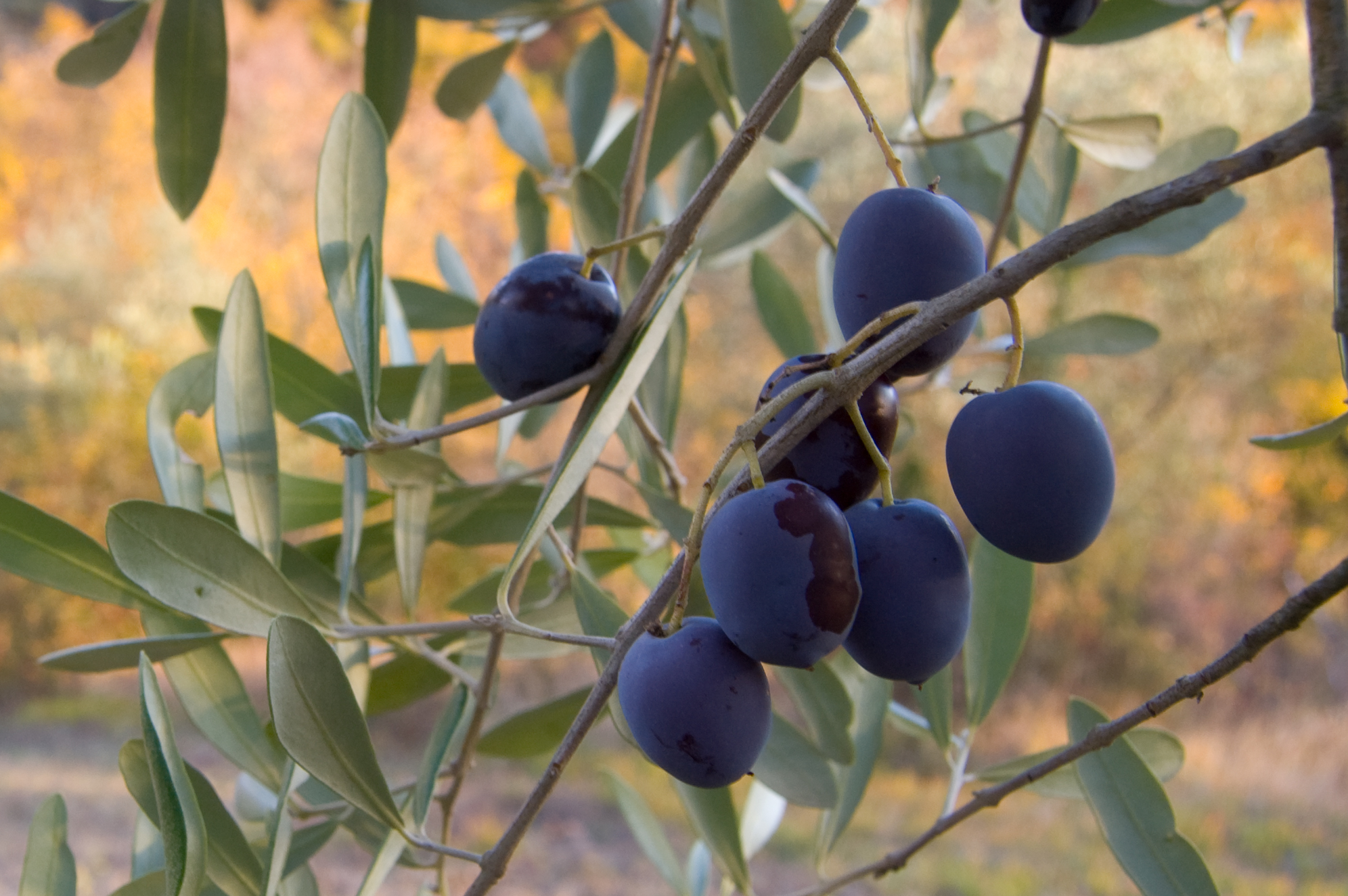
олива
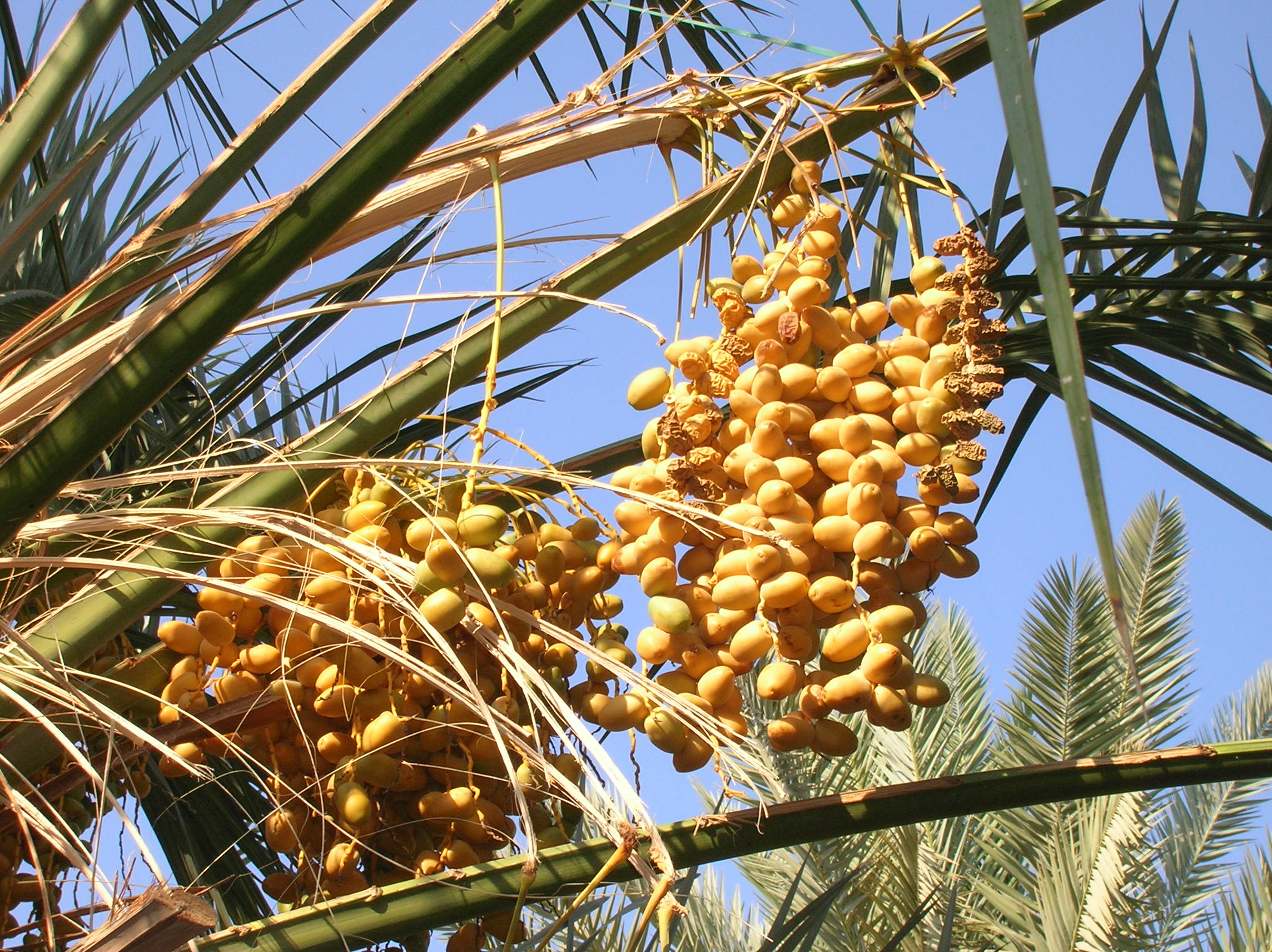
финик

В Торе указана заповедь благословлять Бога после съедения семи плодов (пшеница, ячмень, виноград, инжир, гранат, олива, финик) Земли Израильской, куда Бог привёл евреев (Втор. 8:6—10), в отрывке, в котором слово «земля» упомянуто семь раз. Но эта заповедь является обязательной для еврея только в том случае, если он живёт на той земле, имеет земельный надел и получает плоды от этого надела. В Торе не сообщён текст благословения, и не сообщено ни о трёх благословениях, ни о четырёх. В Торе не сообщено о съедении определённого количества плодов, после которого говорить благословение Богу, но упомянуто лишь о чувстве насыщения.

Итак, храни заповеди Господа, Бога твоего, ходя путями Его и боясь Его, ибо Господь, Бог твой, ведёт тебя в землю добрую,
в землю, где потоки вод, источники и озёра выходят из долин и гор,
в землю, где пшеница, ячмень, виноградные лозы, смоковницы и гранатовые деревья,
в землю, где масличные деревья и мёд,
в землю, в которой без скудости будешь есть хлеб твой и ни в чём не будешь иметь недостатка,
в землю, в которой камни — железо, и из гор которой будешь высекать медь.
И когда будешь есть и насыщаться, тогда благословляй Господа, Бога твоего, за добрую землю, которую Он дал тебе.
Оригинальный текст (иврит)ושמרת את מצות יהוה אלהיך ללכת בדרכיו וליראה אתו כי יהוה אלהיך מביאך אל ארץ טובה ארץ נחלי מים עינת ותהמת יצאים בבקעה ובהר ארץ חטה ושערה וגפן ותאנה ורמון ארץ זית שמן ודבש ארץ אשר לא במסכנת תאכל בה לחם לא תחסר כל בה ארץ אשר אבניה ברזל ומהרריה תחצב נחשת ואכלת ושבעת וברכת את יהוה אלהיך על הארץ הטבה אשר נתן לך
— Втор. 8:6—10

### Талмуд

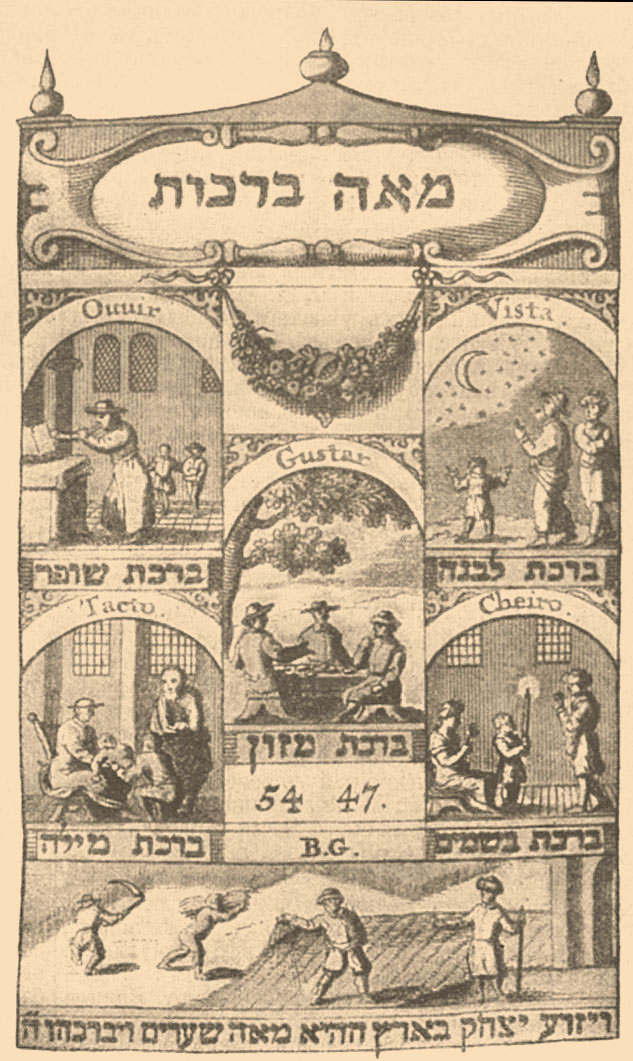
Заглавная страница книги מאה ברכות («Сотня благословений») (Амстердам, Испанские Нидерланды, 5447 год по еврейскому календарю, 1687 год — по григорианскому), иллюстрация из Еврейской энциклопедии Брокгауза и Ефрона.
На иллюстрации в центре — биркат мазон (трапеза зимуна),
справа — биркат левана (ритуал луны) и биркат бесамим (обоняние аромата ритуала хавдалы),
слева — биркат шофар (трубление в бараний рог на Рош ха-Шана), биркат мила (ритуал брит мила),
внизу — парафраз стиха

В Талмуде постановлено говорить благословение «Благословен Ты, Господи, Бог [Он] наш, Царь [Он] Вечный, Выводящий [Он] хлеб из земли» (Талмуд, Брахот 38 б; Мишна, Зраим, Брахот 6) до и четыре благословения биркат ха-мазон после съедения определённого количества хлеба (Талмуд, Брахот 48 б).
В Талмуде установлен шаблон благословения («Благословен Ты, Господи, Бог [Он] наш, Царь [Он] Вечный…») и фразы, которые обязательно должны быть в биркат ха-мазон, однако текст дословно не записан, поэтому разные иудейские общины вправе составлять молитву по-своему. Первое благословение — славословие Богу, второе — о земле, третье — об Иерусалиме, которые оканчиваются словом «аминь», что доказывает, что сначала благословения биркат ха-мазон были составлены лишь из трёх благословений, четвёртое благословение было добавлено позднее для проведения поминок на еврейских похоронах, в сидуре Амрама гаона есть биркат ха-мазон только в варианте для поминок на похоронах.
Второе благословение должно начинаться и оканчиваться благодарением Бога, содержать фразы «земля желанная, благая и просторная» и «Завет и Тора», и быть окончено фразой «Благословен Ты, Господи, за землю и пропитание». В третьем благословении следует упомянуть Иерусалим и потомка Давида. В четвёртом благословении должно трижды упомянуть о царствии Божием.
В Талмуде постановлено говорить биркат ха-мазон от лица всей общины даже, если еврей благословляет Бога наедине. Примером может послужить раннее краткое благословение после еды, которое состоит из четырёх иудео-арамейских слов Талмуда, которое сегодня расширено до более чем 350-и слов на библейском еврейском языке в биркат ха-мазон. В Талмуде указано вставить в благословение слова «Милостивый наш» (Талмуд, Брахот 40 б).

Биньямин «Пастырь» складывал пополам лепёшку хлеба [с мясной-овощной начинкой внутри] и произносил «Благословен [Он] Господь сея лепёшки». Сказал Рав: «Он выполнил заповедь». А разве не говорил ли Рав, что ежели нету упоминания имени [Всевышнего] в каком-либо благословении, то это и не благословение вовсе? Чтобы говорил Благословен [Он], Милосердный [Он] наш, Господь [Он] сея лепёшки.
Оригинальный текст (иврит)בנימין רעיא כרך ריפתא ואמר בריך מריה דהאי פיתא אמר רב יצא והאמר רב כל ברכה שאין בה הזכרת השם אינה ברכה דאמר בריך רחמנא מריה דהאי פיתא
— Вавилонский Талмуд, Брахот 40 б

### Дидахе
Апокрифическое христианское произведение Дидахе, предназначенное для изучения желающему креститься содержит благословения до и после вкушения хлеба и вина причастия (евхаристии). Одни исследователи утверждают, что христианские затрапезные молитвы были переняты из иудейской традиции, другие исследователи сомневаются в этом.
«Два пути» (Дидахе, главы 1—6) — это Декалог в Дидахе, заимствованное иудеохристианами (המינים‎ — «отступники», см. биркат ха-миним) иудейское руководство для прозелитов (הלכות גרים‎).
Перед выпиванием вина указано сказать следующее благодарение (Дидахе 9).

Благодарим Тебя, Отче наш, за святой виноград Давида, раба Твоего, который Ты открыл нам через Иисуса, раба Твоего! Тебе — слава во веки!
Оригинальный текст (греч.)Εὐχαριστοῦμεν σοι πάτερ ἡμῶν ὑπὲρ τῆς ἁγίας ἀμπέλον Δαυεὶδ τοῦ παιδός σου σοὶ ἡ δόξα εἰς τοὺς αἰῶνας
— Дидахе 9:2

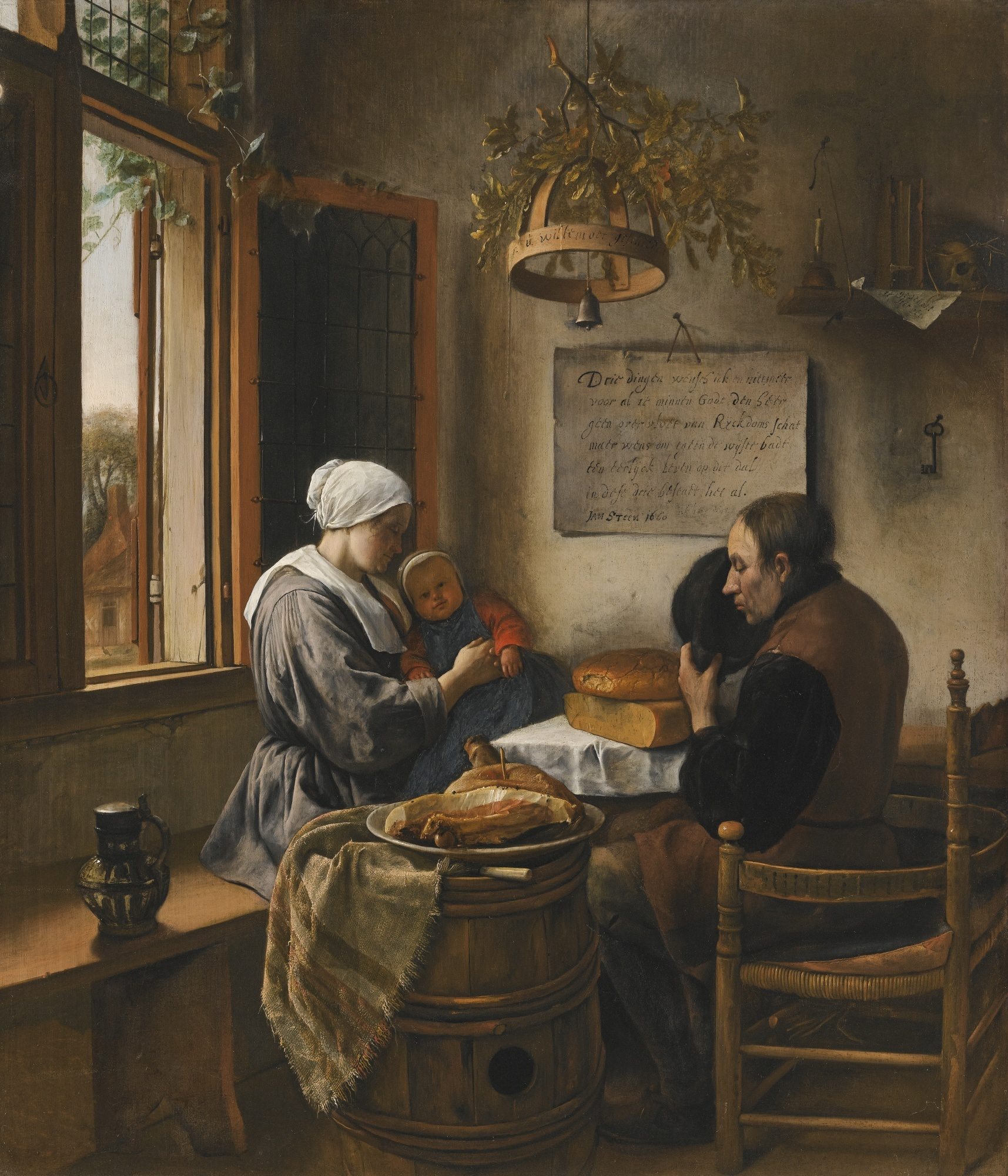
«Молитва перед едой».
Ян Стен (Jan Havicksz Steen), 1660, Лейденская коллекция

Перед едением лепёшки хлеба указано сказать следующее благодарение (Дидахе 9).

Благодарим Тебя, Отче наш, за жизнь и знание, которые Ты открыл нам через Иисуса, раба Твоего! Тебе — слава во веки! Как сия преломляемая лепёшка [хлеба], быв рассеянной по холмам и собранной вместе стала единой, так же да собери Ты общину Свою от концов земли в царство Своё, потому Тебе — слава и сила через Иисуса Христа во веки!
Оригинальный текст (греч.)Εὐχαριστοῦμέν σοι πάτερ ἡμῶν, ὑπὲρ τῆς ζωῆς καὶ γνώσεως ἧς ἐγνώρισας ἡμῖν διὰ Ἰησοῦ τοῦ παιδός σου σοὶ ἡ δόξα εἰς τοὺς αἰῶνας ὥσπερ ἦν τοῦτο τὸ κλάσμα διεσκορπισμένον ἐπάνω τῶν ὀρέων καὶ συναχθὲν ἐγένετο ἕν, οὕτω συναχθήτω σου ἡ ἐκκλησία ἀπὸ τῶν περάτων τῆς γῆς εἰς τὴν σὴν βασιλείαν ὅτι σοῦ ἐστιν ἡ δόξα καὶ ἡ δύναμις διὰ Ἰησοῦ εἰς τοὺς αἰῶνας
— Дидахе 9:3—4
После вкушения хлеба и вина указано сказать следующее тройное благодарение, оканчивающееся словом «аминь» (Дидахе 10). Благодарения, описанные в Дидахе имеют ритуальный литургический смысл евхаристии.

1. Благодарим Тебя, Отче Святый, за имя Твоё святое, которое Ты вселил в сердца наши и за знание и веру и бессмертие, которые Ты открыл нам через Иисуса, раба Твоего! Тебе — слава во веки!
2. Ты — Господь Вседержитель, сотворил всё ради имени Своего, пищу и питьё дал Ты людям в наслаждение, чтобы они благодарили Тебя, а нам же даровал Ты духовную пищу и питьё и жизнь вечную через раба Твоего. Помимо всего, благодарим Тебя, потому что Сильный Ты! Тебе — слава во веки!
3. Да вспомни, Господи, общину Свою! Да избави её ото всякого зла! И да наполни её любовью Своей! И да собери её от четырёх ветров, посвящённую в царство Твоё, которое уготовил Ты ей! Потому Тебе — сила и слава во веки! Пусть милость придёт и пусть миропорядок нынешний прекратится! Осанна Богу Давидову! Если кто — свят, пусть приступает, если нет, пусть покается! Маран ата. Аминь.
Оригинальный текст (греч.)1. Εὐχαριστοῦμέν σοι πάτερ ἅγιε ὑπὲρ τοῦ ἁγίου ὀνόματος σου οὗ κατεσκήνωσας ἐν ταῖς καρδίαις ἡμῶν καὶ ὑπὲρ τῆς γνώσεως καὶ πίστεως καὶ ἀθανασίας ἡμῖν διὰ Ἰησοῦ τοῦ παιδός σου σοὶ ἡ δόξα εἰς τοὺς αἰῶνας
2. σύ δέσποτα παντοκράτορ ἔκτισας τὰ πάντα ἕνεκεν τοῦ ὀνόματός σου τροφήν τε καὶ ποτὸν ἔδωκας τοῖς ἀνθρώποις εἰς ἀπόλαυσιν ἵνα σοι εὐχαριστήσωσιν ἡμῖν δὲ ἐχαρίσω πνευματικὴν τροφὴν καὶ ποτὸν καὶ ζωὴν αἰώνιον διὰ τοῦ παιδός σου πρὸ πάντων εὐχαριστοῦμέν σοι ὅτι δυνατὸς εἶ σοὶ ἡ δόξα εἰς τοὺς αἰῶνας

3. μνήσθητι κύριε τῆς ἐκκλησίας σου τοῦ ῥύσασθαι αὐτὴν ἐν τῇ ἀγάπῃ σου καὶ σύναξον αὐτὴν ἀπὸ τῶν τεσσάρων ἀνέμων τὴν ἁγιασθεῖσαν εἰς τὴν σὴν βασιλείαν ἣν ἡτοίμασας αὐτῇ ὅτι σοῦ ἐστιν ἡ δύναμις καὶ ἡ δόξα εἰς τοὺς αἰῶνας ἐλθέτω χάρις καὶ παρελθέτω ὁ κόσμος οὗτος Ὡσαννὰ τῷ θεῷ Δαείδ εἴ τις ἅγιός ἐστιν ἐρχέθω εἴ τις οὐκ ἔστι μετανοείτω μαρὰν ἀθά ἀμήν
— Дидахе 10:1—6
В коптской версии Дидахе содержится глава 10 б с послетрапезной молитвой о миро. На Ближнем Востоке наслаждение ароматными травами после трапезы и помазывание волос головы оливковым маслом, настоенным на ароматных травах, было знаком уважения и гостеприимства (Лк. 7:36—50; Пс. 22:5). Подобный обычай описан Маймонидом в его книге «Мишне Тора» (Ахава, Брахот 7:14).

Благодарим Тебя, Отче наш Святый, за миро, которое дал Ты познать нам через Иисуса, раба Твоего! Тебе — слава во веки! Аминь.
Оригинальный текст (греч.)περι δε του μυρου ουτως ευχαριστησατε ευχαριστουμεν σοι πατερ ημων αγιε υπερ του μυρου ου εγνωρισας ημιν δια Ιησου του παιδος σου σοι η δοξα εις τους αιωνας αμην
— Дидахе 10 б

### Евангелие

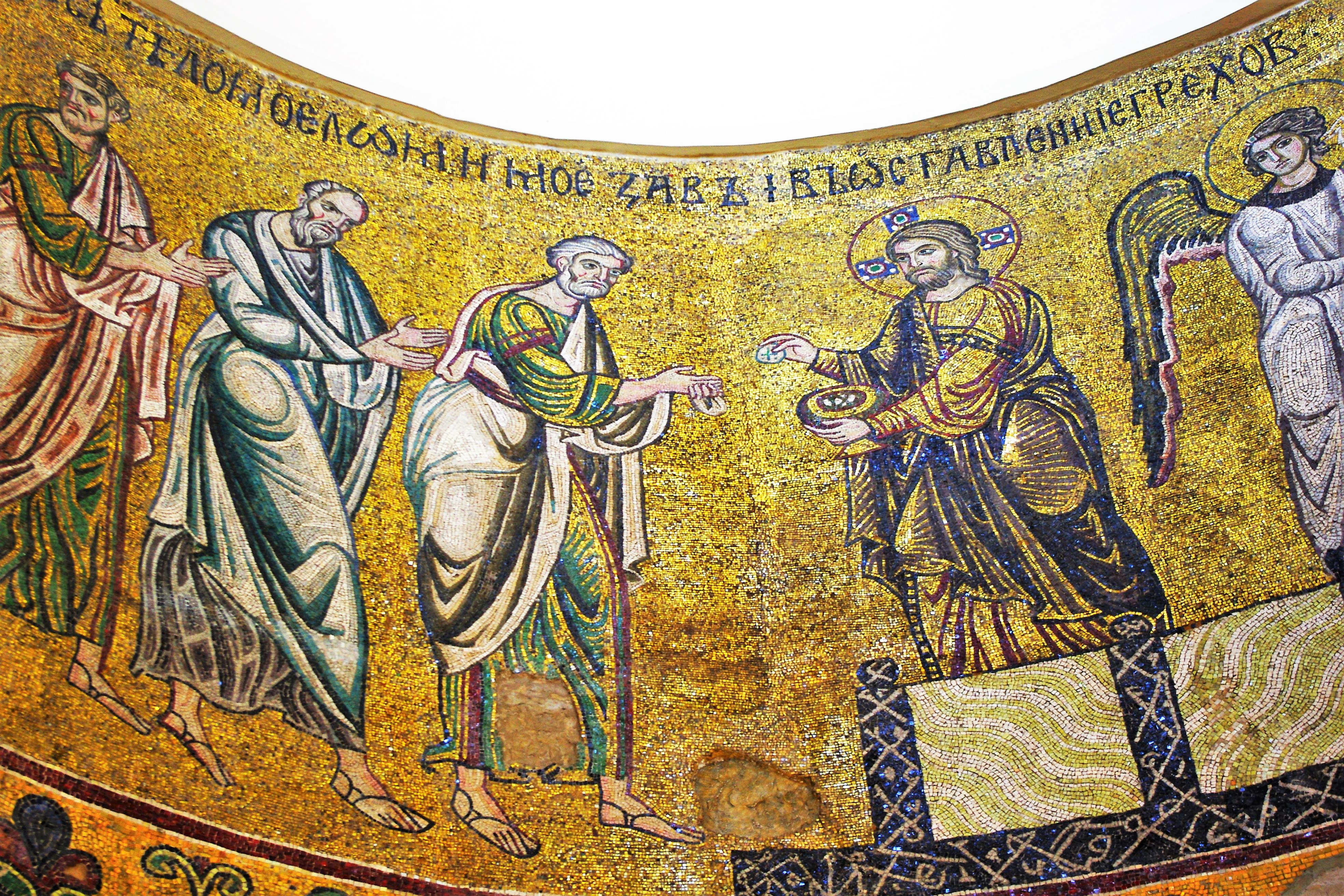
«Евхаристия». Мозаика XII века, Софийский собор.
Иисус Христос даёт просфору в раскрытые вверх ладони рук апостолов; надпись вверху мозаики — «сие есть тело моё ломимое, завет в оставление грехов» — парафраз цитат и

В Евангелиях описан обычай евхаристии — благословение до еды хлеба, благодарение до питья вина, пение гимна после едения хлеба и вина (Мк. 14:22—26; Мф. 26:26—30; Луки. 22:17—20). Всякая торжественная трапеза включала в себя три обязательных условия — хозяин дома омывал гостю ноги, обнимал целованием, после трапезы умащал волосы гостя миром (ароматным оливковым маслом, Лк. 7:36—50).

Во время еды [Иисус], взяв хлеб, благословил, разломил и дал им и сказал: «Возьмите! Это тело моё». И взяв чашу, благодарил, дал им и пили из неё все. И сказал им: «Это кровь завета моего, проливаемая за многих. Аминь. Говорю вам: Я уже не буду пить от плода виноградной лозы до того дня, когда буду пить новое в царстве Бога». И псалом воспев пошли на гору оливковую.
— Мк. 14:22—26
В Евангелиях существуют два варианта евхаристии, один — сначала вино, после хлеб (1Кор. 10:16; Луки. 22:17—20), другой — сначала хлеб, после вино (1Кор. 11:23—29; Мк. 14:22—26; Мф. 26:26—30). Аналогичные два варианта есть в иудаизме. Сегодня в иудаизме возобладал единственный обычай — благословение на вино, потом на хлеб.

Накануне праздника освящает [праздник] вином, как накануне субботы. Ежели нет у него вина или пожелал лепёшку [хлеба] более, освящает [праздник] лепёшкой [хлеба].
Оригинальный текст (иврит)בלילי יום טוב מקדש על היין כשבת ואם אין לו יין או שהיה מתאווה לפת מקדש על הפת‎
— Мишне Тора, Зманим, Шаббат 29:21